# Lirapex
Lirapex là một chi ốc biển, là động vật thân mềm chân bụng sống ở biểns trong họ Peltospiridae.

## Các loài
Các loài trong chi Lirapex gồm có:
- Lirapex costellata Warén & Bouchet, 2001[3]
- Lirapex granularis Warén & Bouchet, 1989[4]
- Lirapex humata Warén & Bouchet, 2001[5]